# واندا نویمان
واندا نویمان (لهستانی: Wanda Neumann؛ زادهٔ ۲۴ نوامبر ۱۹۴۵) بازیگر اهل لهستان است. وی دانش‌آموختهٔ مدرسه ملی فیلم ووچ است.
از فیلم‌ها یا مجموعه‌های تلویزیونی که وی در آن‌ها نقش داشته‌است، می‌توان به ماری کوری، اجاره‌نشین‌ها و گهواره اشاره نمود.